# کوجویار (شهرستان ایسیق‌کول)
کوجویار (به لاتین: Kodzhoyar) یک منطقهٔ مسکونی در قرقیزستان است که در شهرستان ایسیق‌کول واقع شده‌است. کوجویار ۱٬۷۰۵ نفر جمعیت دارد و ۱٬۷۸۵ متر بالاتر از سطح دریا واقع شده‌است.